# Podomyrma clarki
Podomyrma clarki är en myrart som först beskrevs av W. C. Crawley 1925.  Podomyrma clarki ingår i släktet Podomyrma och familjen myror. Inga underarter finns listade i Catalogue of Life.